# Distretto di Žiar nad Hronom
Il distretto di Žiar nad Hronom (in slovacco: okres Žiar nad Hronom) è un distretto della regione di Banská Bystrica, nella Slovacchia centrale.
Fino al 1918, il distretto faceva parte della contea ungherese di Tekov.

## Geografia antropica
Il distretto è composto da 2 città e 33 comuni:

### Città
- Kremnica
- Žiar nad Hronom

### Comuni
- Bartošova Lehôtka
- Bzenica
- Dolná Trnávka
- Dolná Ves
- Dolná Ždaňa
- Hliník nad Hronom
- Horná Ves
- Horná Ždaňa
- Hronská Dúbrava
- Ihráč
- Janova Lehota
- Jastrabá
- Kopernica
- Kosorín
- Krahule
- Kremnické Bane
- Kunešov

- Ladomerská Vieska
- Lehôtka pod Brehmi
- Lovča
- Lovčica-Trubín
- Lúčky
- Lutila
- Nevoľné
- Pitelová
- Prestavlky
- Prochot
- Repište
- Sklené Teplice
- Slaská
- Stará Kremnička
- Trnavá Hora
- Vyhne